# Ready to Run
Ready to Run (título en español: Thunder Jam) es una Película Original de Disney Channel transmitida por primera vez en EE. UU. el 14 de julio del 2000, por Disney Channel. Fue dirigida por Duwayne Dunham y protagonizada por Krissy Perez, Jason Dohring, Lillian Hurst, Theresa Saldana, Sinbad y Paul Rodriguez.

## Reparto
- Krissy Perez - Corrie Ortiz
- Jason Dohring - B. Moody
- Lillian Hurst - Lourdes Ortiz
- Jon Brazier - Max Garris
- Nestor Serrano - Hector Machado
- Theresa Saldana - Sonja Ortiz
- Sinbad - Voz de "Hollywood Shuffle"
- Paul Rodriguez - Voz de "T.J."
- Rick Ducommun - Voz de "Cyclone"
- Cristian Guerrero - Gabby Ortiz
- Mark Clare - James McCaffery
- Stephen Tozer - Bob Bethell
- Maggie Harper - Dr. Lucy Huckaby
- Michael Saccente - Homer Flannigan
- John Sumner - Supervisor Pete